# Libuše Urešová
Libuše Urešová (30. prosince 1925 Praha – 19. července 2006) byla česká historička umění se specializací na umělecká řemesla, zvláště zlatnictví a hodiny. 

## Biografie
Absolvovala Městské reálné dívčí gymnasium Krásnohorská v Praze.letech 1947–1952 studovala na Filozofické fakultě UK dějiny umění (prof. Antonín Matějček, Jan Květ, Josef Cibulka). Během studií si přivydělávala jako modelka v časopisu „Žena a móda“. Roku 1952 obhájila rigorózní práci s názvem Jan Josef Wirch.
Po sňatku s Dr. Emanuelem Pochem se věnovala rodině, vychovala dva syny. Martin Poche vystudoval architekturu na ČVUT.  
Roku 1960 dr. Urešová nastoupila do Uměleckoprůmyslového musea v Praze. Roku 1962 obhájila kandidátskou disertační práci na téma Obrazový rám českého baroka. Účastnila se příprav mnoha výstav uměleckého řemesla v Československu i v zahraničí.
V Uměleckoprůmyslovém museu byla do roku 1990 vědeckou pracovnicí v oddělení kovů, které několik let také vedla.
Rodina Emanuela Pocheho a Libuše Urešové se úzce přátelila s Dagmar Hejdovou, trávily společně volné dny v horské chalupě Pocheových ve Sklenařicích čp.2. Dr. Poche s dr. Urešovou bydleli v Praze na Novém městě ve vlastním domě v Řeznické ulici a podporovali svého nájemníka, divadlo v Řeznické. 

## Publikace (výběr)
- Renesanční umělecké řemeslo ze sbírek UPM. Katalog výstavy UPM Praha 1966
- Barokní zlatnictví ze sbírek UPM. Katalog výstavy UPM, UPM Praha 1974
- Hodiny ze sbírek Uměleckoprůmyslového muzea v Praze. Uměleckoprůmyslové museum Praha 1972

### Spoluautorka
- Český porcelán, průvodce sbírkami Uměleckoprůmyslového musea v Praze ve státním zámku v Klášterci nad Ohří
- 75 let Uměleckoprůmyslového musea v Praze 1885–1960, Praha 1960
- Uměleckoprůmyslové museum v Praze, Státní tělovýchovné nakladatelství Praha 1955 (editor a hlavní autor Emanuel Poche)
- Umění českého baroku, (spoluautorka s Pavlem Preissem a Dagmar Hejdovou), Národní galerie v Praze 1970
- Karlštejnský poklad, inːACTA UPM XV, Commentationes C2: Sborník statí na počest 60. výročí narození PhDr. Dagmar Hejdové, CSc. Uměleckoprůmyslové muzeum, Praha 1980, s. 10–33
- Dix siècles d'art tchèque et slovaque, Grand Palais – Galeries nationales, katalog výstavy, Paříž 1975
- Hodiny a hodinky.(Spoluautor Emanuel Poche) Panorama Praha 1987
- 1000 let benediktinského kláštera v Břevnově (993–1993) Spoluautorka. Benediktinské opatství v Břevnově, Praha 1993